# Антонов (Тернопольская область)
Антонов (укр. Антонів) — село в Толстенской поселковой общине Чортковского района Тернопольской области Украины.
Население по переписи 2001 года составляло 406 человек. Почтовый индекс — 48544. Телефонный код — 3552.